# Pařížská blbka
Pařížská blbka (v originále Connasse, princesse des cœurs) je francouzsko-belgický hraný film z roku 2015, který režírovaly Noémie Saglio a Éloïse Lang podle skečového miniseriálu Connasse.

## Děj
Camilla je sebestředná, nesnesitelná mladá žena, která se domnívá, že nežije život, jaký si zaslouží, a rozhodne se stát královskou výsostí. Proto odjede do Spojeného království s myšlenkou setkat se s princem Harrym, neboť je přesvědčená, že se do ní okamžitě zamiluje a vezme si ji.

## Obsazení
| Camille Cottin       | Camilla        |
| Cécile Boland        | chůva          |
| Marie-Christine Adam | matka          |
| Stéphane Bern        | sám sebe       |
| Kad Merad            | sám sebe       |
| Huguette Maure       | sama sebe      |
| Antony Hickling      | William (hlas) |
| Amélie Oudéa-Castéra | sama sebe      |
| Elisabeth Borne      | sama sebe      |
| Brigitte Macron      | sama sebe      |

## Ocenění
- César: nejslibnější herečka (Camille Cottin)